# Galtgarben
Galtgarben (rusky Гальтгарбен) je kopec v Kaliningradské oblasti v Rusku. Se svou výškou 111 metrů je nejvyšším bodem Sambijského poloostrova. Jméno vyvýšeniny je odvozeno od někdejšího pruského náčelníka Galteho, vládnoucího v oblasti pahorkatiny Alkgebirges.
Kopec je převážně zalesněný, v období německého romantismu byl oblíbeným cílem výletů pro studenty Königsberské univerzity, konaly se zde každoroční oslavy letního slunovratu. Provozovaly se také zimní sporty, na svazích Galtgarbenu vznikla sjezdovka a skokanský můstek. V roce 1818 byl na vrcholu postaven kříž na památku obránců Východního Pruska před Napoleonem. Roku 1906 vznikla kamenná vyhlídková Bismarckova věž podle projektu Richarda Jepsena Dethlefsena.
Počátkem roku 1945 probíhaly v okolí těžké boje mezi Wehrmachtem a Rudou armádou, při nichž byla věž vyhozena do povětří a okolní kraj se vylidnil. Po druhé světové válce byla Sambie připojena k Sovětskému svazu a okolí Galtgarbenu osídlili Rusové z Jaroslavské oblasti. V nedaleké vesnici Pereslavskoje se nachází pomník padlých ruských vojáků.